# تقویم بین‌المللی ثابت
تقویم بین‌المللی ثابت (که به آن IFC، طرح کاستوُرس، تقویم کاستوُرس و طرح ایستمَن نیز گفته می‌شود)، یک پیشنهاد برای اصلاح تقویم است که توسط موسس بی. کاستوُرس طراحی شده و اولین بار در سال ۱۹۰۲ ارائه شد. این تقویم به ۱۳ ماه که هر کدام ۲۸ روز دارند تقسیم می‌شوند. از آنجایی که این تقویم، یک «تقویم چند ساله» است (برای همه سال‌ها قابل استفاده است)، هر تاریخ در هر سال، در همان روز هفته ثابت است. در حالی که گاهی اوقات به آن تقویم ۱۳ ماهه یا تقویم با ماه‌های برابر گفته می‌شود، تقویم‌های دیگری هم هستند که در بعضی از ویژگی‌ هایشان با این تقویم مشترک است.

## قوائد
در این تقویم، یک سال شامل ۱۳ ماه است که هر کدام ۲۸ روز دارند. هر ماه دقیقا به ۴ هفته تقسیم شده است (۱۳ × ۲۸ = ۳۶۴). روز باقی‌مانده، به‌عنوان تعطیل رسمی در آخر سال در نظر گرفته می شود.
همه ماه‌ها مانند جدول زیر هستند:
| روزهای هفته | روزهای هفته | روزهای هفته | روزهای هفته | روزهای هفته | روزهای هفته | روزهای هفته | روز کبیسه در ژوئن در سال‌های کبیسه، یا روز سال در دسامبر |
| یکشنبه      | دوشنبه      | سه‌شنبه      | چهارشنبه    | پنجشنبه     | جمعه        | شنبه        | روز کبیسه در ژوئن در سال‌های کبیسه، یا روز سال در دسامبر |
| ----------- | ----------- | ----------- | ----------- | ----------- | ----------- | ----------- | ------------------------------------------------------- |
| ۱           | ۲           | ۳           | ۴           | ۵           | ۶           | ۷           | روز کبیسه در ژوئن در سال‌های کبیسه، یا روز سال در دسامبر |
| ۸           | ۹           | ۱۰          | ۱۱          | ۱۲          | ۱۳          | ۱۴          | روز کبیسه در ژوئن در سال‌های کبیسه، یا روز سال در دسامبر |
| ۱۵          | ۱۶          | ۱۷          | ۱۸          | ۱۹          | ۲۰          | ۲۱          | روز کبیسه در ژوئن در سال‌های کبیسه، یا روز سال در دسامبر |
| ۲۲          | ۲۳          | ۲۴          | ۲۵          | ۲۶          | ۲۷          | ۲۸          | ۲۹                                                      |